# Diecezja Aberdeen
Diecezja Aberdeen (łac. Dioecesis Aberdonensis) – diecezja Kościoła rzymskokatolickiego w metropolii Saint Andrews i Edynburga w Szkocji. Diecezja obejmuje północną Szkocję.

## Historia
W 1063 r. zostało założone biskupstwo w Mortlach przez bł. Bleyna. W 1125 r. stolica biskupia została przeniesiona do Aberdeen, gdzie erygowano biskupstwo jako diecezję bezpośrednio zależną od Stolicy Apostolskiej. Od 1472 r. biskupstwo znajdowało się w składzie metropolii Saint Andrews i pozostawało w niej do 1577 r., kiedy to zostało sprotestantyzowane. Do tego czasu diecezja miała 29 biskupów.
W 1727 roku powstał wikariat apostolski Dystryktu Highland. Dokładnie 100 lat później nazwa została zmieniona na wikariat Dystryktu Północnego. W 1878 wikariat został podniesiony do rangi diecezji pod obecną nazwą. Siedzibą biskupa jest Aberdeen.

## Główne świątynie
Katedra diecezjalna:
- do 1577 – Katedra św. Machara (pocz. bud. 1366)
- od 1878 – Katedra Wniebowzięcia Najświętszej Maryi Panny w Aberdeen (zbudowana 1860)

## Podział administracyjny
- dekanat Aberdeenshire
- dekanat City of Aberdeen
- dekanat Highlands
- dekanat Moray
- dekanat Northern Isles

## Biskupi
- biskup diecezjalny: Hugh Gilbert OSB (od 2013)
- biskup senior: Peter Moran